# Clausula intabulandi
Clausula intabulandi je izričita i strogo formalna izjava volje zemljišno-knjižnog prethodnika - osobe čije se zemljišnoknjižno pravo ukida, ograničava ili opterećuje, da pristaje na uknjižbu ili predbeležbu. Radi se dakle o pristanku na upis.
Clausula intabulandi se može dati u ugovoru, u predlogu kojim se traži uknjižba ili u posebnom podnesku, odnosno ispravi.
Davanjem clausule intabulandi osoba čije se pravo menja, prestaje ili prenosi na drugu osobu, izvršava u biti svoju obavezu preuzetu pravnim poslom da će na drugoga preneti svoje pravo.
Pristanak na upis može se dati bezuslovno, pod određenim uslovom ili se može oročiti. Bezuslovan pristanak na upis u obliku clausule intabulandi potreban je za uknjižbu - upis sticanja, promene ili prestanka prava na nekretnini bez posebnog kasnijeg opravdanja.
Kad knjižni prethodnik odbije dati potrebnu izjavu, knjižni sledbenik ili osoba koja stiče neko zemljišnoknjižno pravo, može pokrenuti protiv njega spor tražeći odobrenje upisa, a činjenica pokretanja tog spora upisaće se u zemljišnu knjigu u vidu zabeleške. U ovom slučaju presuda suda zamenjuje clausulu intabulandi. 
Iako se clausulom intabulandi najčešće dopušta upis prava vlasništva u zemljišne knjige, ovom klauzulom se može dopustiti i upis nekih drugih prava u te knjige, sve zavisno od prava koja se tim ugovorom prenose.